# De schilder in zijn atelier
De schilder in zijn atelier is een schilderij van de Nederlandse kunstschilder Rembrandt van Rijn uit 1629.

## Kunststijl
Het schilderij is in de stijl van de barok geschilderd, het heeft eveneens invloeden van het caravaggisme.

## Het kunstwerk
Het schilderij bestaat uit olieverf op doek. Het bevindt zich in het Museum of Fine Arts in Boston.

## Betekenis van het schilderij
Dit schilderij ziet er zeer eenvoudig uit. Op het tafereel is er een schilder te zien die van op een afstand naar zijn schildersezel staat te kijken. Hij bevindt zich in een lege omgeving met een gepleisterde muur die barsten vertoond. Geheel rechts op het doek is een deur afgebeeld. Van linksachter komt er licht, hierdoor is de achterkant van de schildersezel donker, ook het gezicht van de schilder is moeilijker te zien.
De schilder staat op enige afstand van zijn werk, dit kan symboliseren dat het belangrijk is om een schilderij in het juiste licht te bekijken. De afstand kan ook symboliseren dat het kunstwerk ontstaat in de geest van diegene die het eindresultaat neerzet.